# لوك هاينز
لوك هاينز (بالإنجليزية: Luke Hines)‏ هو سائق سباق أمريكي، ولد في 4 مايو 1982.

## روابط خارجية
- لوك هاينز على موقع DriverDB.com (الإنجليزية)